# Zdeněk Rygel
Zdeněk Rygel (* 1. März 1951 in Ostrava) ist ein ehemaliger tschechischer Fußballspieler.

## Vereinskarriere
Rygel begann mit dem Fußballspielen bei Baník Michálkovice, mit 15 Jahren wechselte er zu Baník Ostrava. Zunächst spielte Rygel im Mittelfeld, dann in der Abwehr. Zu seinen ersten Einsätzen in der ersten tschechoslowakischen Liga kam der Verteidiger in der Saison 1972/73. 
Mit Baník gewann Rygel 1976, 1980 und 1981 die tschechoslowakische Meisterschaft, 1978 den tschechoslowakischen Pokal. Nach 257 Erstligaspielen und sieben Tore wechselte Rygel zum zyprischen Verein EPA Larnaka. Nach einer Saison kehrte er in die Tschechoslowakei zurück und schloss sich für zwei Jahre  dem damaligen Zweitligisten FC Zbrojovka Brno an.

### Erfolge
- Tschechoslowakischer Fußballmeister 1976, 1980 und 1981
- Tschechoslowakischer Pokalsieger 1978

## Nationalmannschaft
Rygel spielte in den Jahren 1974 und 1975 insgesamt vier Mal für die Tschechoslowakische Nationalmannschaft.

## Olympiamannschaft
Zdeněk Rygel gehörte 1980 zur tschechoslowakischen Auswahl, die bei den Olympischen Spielen in Moskau die Goldmedaille gewann. Der Verteidiger spielte im Eröffnungsspiel gegen Kolumbien und im Finale gegen die DDR, dazwischen war er verletzt.

## Funktionär
Nach dem Ende seiner Spielerlaufbahn war Rygel Sportdirektor bei NH Ostrava und Baník Ostrava.